# Гритэм, Нико Джеймс
Нико Джеймс Гритэм (англ. Nico James Greetham, 5 марта 1995; Вудбридж, Виргиния, США) — американский (голливудский) актёр и танцор, наиболее известен ролью Кэлвина Максвелла, жёлтого могучего рейнджера в телесериале Могучие Рейнджеры: Сталь Ниндзя и Ника в телешоу «С любовью, Виктор».

## Биография
Родился 5 марта 1995 года в Вудбридже штата Виргиния, в многодетной семье. Учился в средней школе Осборн-Парк. Его отец — физиотерапевт шотландского происхождения. Его мать колумбийского происхождения. У него есть две сестры.
В детстве Гритэм занимался гимнастикой, но в восемь лет получил травму, из-за которой прекратил заниматься этим видом спорта. После этого он начал танцевать и стремился участвовать в конкурсе «So You Think You Can Dance».. В 2013 году Гритэм успешно прошёл прослушивание для участия в десятом сезоне шоу, в котором стал финалистом. Молодой человек переехал в Лос-Анджелес и впоследствии начал сниматься в сериалах, фильмах, появлялся на различных подкастах, в том числе и на «Oh Here We Go».
В 2017 году запомнился в роли Кэлвина Максвелла, жёлтого могучего рейнджера в телесериале Могучие Рейнджеры: Сталь Ниндзя и в ряде других работ.

## Фильмография
| Год  | Название                                      | Роль                  |
| ---- | --------------------------------------------- | --------------------- |
| 2008 | Изнутри                                       | мальчик на велосипеде |
| 2013 | Marked                                        | Дэвид Янг             |
| 2020 | Ужин в Америке                                | Дэррик                |
| 2020 | Хищные птицы: Потрясающая история Харли Квинн | Янг                   |
| 2020 | Первая Леди                                   | Молодой Макс          |
| 2020 | Драмарама                                     | Оскар                 |
| 2020 | Выпускной                                     | Nick                  |